# Salomon Munk
Salomon Munk (født 14. maj 1803 i Glogau, Schlesien, død 4. februar 1867 i Paris) var en fransk orientalist. 
Munk, som til sidst blev professor ved Collège de France, tilhører som videnskabsmand helt Frankrig. Han kom til Paris 1833 for at fortsætte sine østerlandske studier, men håndskriftsamlingerne optog ham så meget, at han ikke kom til at vende tilbage til Tyskland. Da jøderne i Damaskus 1840 beskyldtes for at have myrdet den franske pater Thomas, og advokaten Adolphe Crémieux gik til Ægypten for at forsvare jøderne for Mehemed Alis domstol, sendtes Munk med som tolk. Under sit ophold i Østerlandene opdagede han forskellige værdifulde håndskrifter, som han erhvervede for Nationalbiblioteket i Paris. 1841—52 var han nu her optaget af katalogiseringen af de hebraiske håndskrifter, men arbejdet tog så stærkt på hans øjne, at synet svækkedes (1845) således, at han til sidst blev helt blind. Men hans kundskaber var så grundige, at han trods sin blindhed var i stand til at forfatte vigtige værker, som han dikterede. Efter 1845 at have udgivet Palestine (som del af Univers pittoresque), gav han i Guide des Égarés en oversættelse af et værk af Maimonides tillige med den arabiske tekst (3 bind, 1856—66) og udgav 1857—59: Mélanges de Philosophie juive et arabe; desuden mange afhandlinger i Journal Asiatique og i skrifter, udgivne af Akademiet, hvoraf han fra 1858 var medlem, osv.